# Paul-Henri Campbell
Paul-Henri Campbell (născut în anul 1982 în Boston, Massachusetts) este un scriitor german-american.
Paul-Henri Campbell este un scriitor bilingv de poezie și proză în limbile engleză și germană. El a studiat filologie clasică, cu accent atât pe Greaca veche, cât și pe teologia catolică la Universitatea Națională din Irlanda din Maynooth și Universitatea Goethe din Frankfurt am Main.
Activitatea sa l-a condus spre căutarea de mitologii moderne. El își descrie abordarea pe care o are asupra prozei ca pe un realism mitic. Contribuțiile dlui Campbell au fost prezentate și publicate în reviste literare germane și americane, inclusiv Lichtungen, Purnev Literary Magazine, Hessischer Literaturebote, entwürfe, și KGB Magazine.

## Viața
Paul-Henri Campbell este fiul unui fost ofițer al armatei SUA și a unei asistente medicale din Germania. A crescut în Massachusetts și apoi s-a mutat cu familia în Germania, unde a finalizat examenele de  bacalaureat (Abitur) în Bavaria.  Campbell s-a născut cu o afecțiune cardiacă gravă și poartă un stimulator cardiac de la vârsta de 24 de ani. De asemenea, i s-a îndepărtat o tumoare, care îi punea în pericol viața, la Boston Children’s Hospital pe când avea 10 ani, și de atunci este epileptic. În calitate de scriitor, însă, această experiență atinge doar puțin opera sa și este de o importanță foarte marginală.

## Opera
Opera narativă a lui Paul-Henri Campbell se caracterizează prin folosirea pe scară largă a ironiei tragice. Astfel, personajele aparent obișnuite și acțiunile se împletesc într-o a dihotomie care este greu de rezolvat. Majoritatea astfel de situații apar din conflicte legate de ambiție și așteptări.Caracteristic operei lui Campbell este selectarea temelor centrale din jurul experieței obișnuite ale omenirii, cum ar fi iubirea.
„
Ralf Julke, editorul celei mai mari platforme de știri pe internet din Leipzig, a scris o dată într-o critică a colecției de povestiri Meinwahnstraße: “[Sunt situații în care este absolut neclar ce se experimentează, dacă are de fapt de a face cu dragostea. Sau dacă este o obsesie, o cădere în economia emoțiilor sau chiar o iluzie. Dragoste adevărată? – Nu. Cu siguranță nu. Din punct de vedere tematic, o mulțime din povestirile narative ale lui Campbell ar putea fi găsite în lucrările lui Raymond Carver. Chiar dacă în cazul lui Carver, povestirile nu ar fi avut consecințele pe care acestea le au aici. Deoarece: Povestirile lui Campbell categoric au consecințe. Acestea nu sunt numai istorii despre relațiile umane care sunt toate cumva instabile, într-un mod abisal completate de goluri și profunzimi, nesiguranță, temelii false. Acestea au de asemenea o înclinație puternică către finalizarea catastrofei lor."
”
Poezia lui Campbell se bazează pe mitologiile moderne care sunt montate într-un număr de impresii scenice cum ar fi o secvență de fotografii. În aceasta, el este aproape de tradiția simbolistă și de poezia lucrurilor (în germană: Dinggedicht).   Inspirat de poemul Un Coup de Dés , a lui Stéphane Mallarmé, Campbell este interesat de poezie ca limbaj imprimat, care este: relața dintre limbajul poetic și mediul care îi reprezintă. Personajele care alcătuiesc un cuvânt astfel se vor juca cu suprfața paginilor care le ține.
În acest fel, Campbell încearcă să scoată în evidență materialitatea limbajului (materialitatea logosului) ca un element semnificativ și constitutiv al poeziei.  Din acest motiv, poeziile lui nu sunt niciodată piese izolate, ci parte într-o mișcare poetică mare, cum ar fi ciclul sau o carte dedicată doar unei singure teme. Temele sale lirice implică lucruri precum Pontiac Firebird Trans-Am, A- trenul sistemului de metrou din New York, dildo-uri și speed-dating. Pentru a evita crearea unor poezii răzlețe, el încearcă să conceptualizeze lucrările sale lirice într-o schemă mai amplă.  Colecția sa de poezii intitulată Space Race, o incarnare lirică a mitologiilor din secolul 20 în urmărirea lunii, cuprinde exact această tactică de conceptualizare. Accentul principal nu se pune pe poezie separat, ci pe locul, poziția sa compozițională și importanța în cadrul unui întreg suflu al unei publicații .

## Publicații
- Duktus Operandi. Poetry, ATHENA-Verlag, Oberhausen 2010.
- Meinwahnstraße. Short Stories, fhl-Verlag, Leipzig 2011.
- Space Race. Gedichte: Poems, fhl-Verlag, Leipzig 2012.
- Benedikt XVI. Audio Book, (speakers: Andreas Herrler and Mirko Kasimir), Monarda Publishing House, Halle/Saale 2012.

## Premii
- 2012 Dichtungsring, Bonn: Award in Translation.[17]
- 2012 Poet-in-Residence, Dresden (Germany) (Finalist împreună cu Carl-Christian Elze and Róža Domašcyna)[18]

## Legături externe
- Site-ul web al editurii Arhivat în 26 iunie 2012, la Wayback Machine.
- Site-ul web al autorului Arhivat în 20 ianuarie 2012, la Wayback Machine.
- Comunicatele de presă ale editurii la primul volum de poezii a lui Campbell, Duktus operandi,
- Lucrări de sau despre Paul-Henri Campbell în biblioteci (catalog WorldCat)
- DNB 141447346